# Lola de Ávila
Lola de Ávila (Sacedón, 1949) es una bailarina, maestra y coreógrafa española.
Formada en Zaragoza por su madre, María de Ávila, hizo su debut como solista a los quince años, en el Ballet de Claude Giraud. Después de una dilatada carrera como bailarina, ha desarrollado su talento como maestra de baile, asistente de coreografía o directora artística de compañías de prestigio internacional como el San Francisco Ballet o el Gran teatro de Ginebra. Actualmente es directora asociada del San Francisco Ballet School y del Estudio de Danza María de Ávila. En abril de 2011 el Consejo de Ministros de España le otorgó la Medalla de Oro al Mérito en las Bellas Artes.